# 賴世璜
賴世璜（1889年—1927年12月31日），字肇周，江西省石城县人，北伐战争期间曾主政江蘇省。民国十五年率部加入了北伐之戰，任国民革命军第十四军军长。他率領北伐，首先攻克赣州，然后分兵两路，一路占领闽西，一路攻克抚州并协攻南昌。1927年寧漢分裂期间因与武汉国民政府联系密切而被南京国民政府逮捕，并于12月31日遭处决。

## 經歷
外公黄大德为清朝翰林学士。
1909年毕业于江西陆军小学堂，升入南京陆军第四中学。1912年考入保定陸軍軍官學校第一期。1913年7月江西都督李烈钧在湖口通电反袁，赖世璜中断学业回乡参加，战斗中腿部负伤。李烈钧起义失败后，赖世璜回校，于1913年10月遭開除。而後重新復學，1915年毕业于保定陸軍軍官學校第二期，並進入東北部隊服務。
1916年棄職投奔雲南護國軍，擔任第二军军长李烈钧副官，後被李烈鈞重用，委任为护国军第二军第四师第八旅第三十四团第三营营长。1917年随第二軍開赴廣東，討伐袁世凱的廣東都督龍濟光。
1918年，擔任贛軍第一梯團贛軍第四軍（軍長伍毓瑞）第四支隊（即原护国军第34团）支隊長（等同團長位階）。由於廣東都督、舊桂系的莫榮新對贛軍與粵軍之不信任，結合舊桂系將領林虎消滅贛軍第四軍，賴世璜成功逃離包圍，在1920年依附陳炯明率領的駐閩粵軍，續任護法贛軍第四支隊支隊長，下轄第一營（營長劉峙）、第二營（營長胡振武）、獨立連（連長謝傑），實際規模約700餘人。1920年護法贛軍第四支隊投入第一次粤桂戰爭，受許崇智率領，攻打东江左岸一带舊桂系部隊。10月，第一次粤桂战争粤军获胜，赖世璜部由军田调往粤北韶关驻防，并受其节制。粤桂戰爭期間，其率領的第四支隊增編第三營（營長吳建中）與機槍連，戰勝後在1921年增編第四營（營長鐘冠華），總規模增加到1200人。在擴軍期間第四支隊內部出現權力鬥爭，第一營營長劉峙與第二營營長胡振武曾串通想奪取賴世璜之職務。最後赖世璜以擊斃胡振武的親信连长王猛解決此場奪權事件。胡振武因此棄職逃跑，劉峙也因盟友的消失而孤立，最後離職投靠蔣中正。从此赖世璜与刘峙結仇。
由於孙中山大本营参谋总长李烈鈞的策動，賴世璜支持在廣州的護法政府，扩充为護法贛軍第2混成旅。赖世璜任旅长，参谋长易简，部下两个团长为钟冠华，谢杰，增加机枪连、炮兵连，共有2000多人。其旅驻连县、连山，提防陆荣廷、沈鸿英部。
1922年，孫中山發動北伐，護法贛軍第2混成旅改名為北伐贛軍第2旅。6月，因陳炯明反孫中山，進入江西省的北伐軍被迫撤退，由於遭到北京政府軍與陳炯明軍的夾擊。赖世璜部奉命留守江西，被北洋军将领蔡成勳击败。賴世璜带着赣军残余力量接受陳炯明部屬洪兆麟勸降，並依附其下。其参谋长、一起参加过湖口讨袁的刘士毅建议进军漳厦尚可偏安一隅。经陈炯明许可后，1922年秋赖世璜率部进军福建漳州，击败了当地北洋军将领臧志平，接着又收编李厚基、黄大军、陆荣廷和刘志陆等战败军阀的残部，成立了救粤军联军，赖世璜任总指挥，控制了漳州、汀州一带的二十余县，部队发展到1万人。
1923年2月，陳炯明被以建国滇軍、舊桂系等軍隊構成的討賊联軍擊敗赶出广州。陳炯明一度流亡香港。賴世璜以为陈炯明败局已定，私下向孫中山輸誠，孫中山派遣李烈鈞改編部隊，為中央直轄第4師。然而1923年7月李烈钧刚抵达漳州，陈炯明本人也回来了，改编之事不了了之，賴世璜叛孫中山回陳炯明麾下，部隊改稱救粵軍贛軍第1師，並攻打原先的效忠部隊東征討賊軍。其背叛的酬庸是得到漳州、龍岩一帶之統治權，成為小型軍閥。賴世璜利用這些地盤的收入，將贛軍擴編為救粵軍贛軍，自兼軍長。同时，与陈炯明任命的潮汕边防督办黄大伟、桂軍将领刘志陆、李厚基旧部王献臣在漳州建立“联军办事处”政权，维持至1924年2月。
1924年1月，北洋军将领臧致平南下企图收复闽南，歼灭了救粤军三分之一的兵力，走投无路的赖世璜只好投降了北洋军将领方本仁逼退蔡成勳。方本仁為了酬謝，向北洋政府提出委任命令，1925年2月北洋政府任命賴世璜為江西陸軍第四師師長，下轄步兵第7旅、第8旅，總規模有4,000餘人。
1925年广州国民政府成立后，开始统一整编其旗下各路军队准备北伐，有人提议赖世璜一直寄人篱下，可以把他劝回来一起北伐。北伐军总司令蒋介石派李烈钧的秘书杨庚飱去江西会昌游说赖世璜。1925年3月賴世璜向廣州國民政府輸誠。1926年7月廣州國民政府派赖的江西陆小和保定军校的同期同学熊式輝作為代表與賴世璜在江西瑞金談判，不久賴世璜宣布投靠廣東國民政府，其部隊也改編為國民革命軍獨立第一師，1926年8月該部隊擴編為國民革命軍第十四軍，下辖两个师，由吴建中和谢杰分别担任师长。
在北伐軍進攻南京之前，孫傳芳曾密函給賴世璜策動其反叛，並允諾事成將給予江西督軍酬謝，此事被十四軍政委熊式輝密告給白崇禧，因此賴世璜開始被軍事委員會層峰給懷疑。隨後熊式輝亦被賴世璜免職，與國民政府的關係日益緊張，且賴世璜與白崇禧之間也多次出現爭執，在未依附國民政府的幾個主力派系的情況下，賴世璜並無有力後台。
在寧漢分裂期間，賴世璜與汪精衛之間有所聯繫，這引發了南京政府的疑懼。1927年9月29日晚十点半，在上海火车站被刘峙所派的宪兵抓捕。搜身時直接搜查出汪精卫给其信件，当场被何应钦扣押。数日后，被以“克扣军饷，畏缩不前”罪被逮捕，旋解送南京审讯，被免去本兼各职。被捕后，李烈鈞、熊式辉等曾经多方营救，均無結果。
1927年12月31日晚十二点，被白崇禧控制的南京国民政府军事委员会军法处判处死刑，执行枪决。时年38岁。赖世璜作绝命诗：“军营世界乱忙忙，错认迷途是故乡。识得本来真面目，此身原来臭皮囊。”國民革命軍第十四軍番号被撤销，殘部編为独立第一师、又被新桂系吞入國民革命軍第十三軍为下属的第37师，白崇禧亲自兼任军长、熊式辉任副军长兼第37师师长。二次北伐时熊式辉带着第37师（原独1师）留守上海，后又奉命将该师与江西地方部队独立7师合编为陆军第5师，下辖三旅六团，周浑元、胡祖玉和刘士毅分别担任旅长。第13、14旅驻上海，刘士毅第15旅在江西追击离开井冈山的朱、毛红四军。1929年2月大柏地战斗中第15旅被红四军歼灭一个团，后调上海松江休整。1930年中原大战期间，刘士毅密谋率部起义反蒋，被手下团长萧致平告发，逃往日本，后投奔新桂系任广西军政学校副校长兼教育长。中原大战后，第5师调赣东北围剿红十军。第一次围剿中央苏区失败后，江西省主席鲁涤平被解职，熊式辉接任省主席，第5师师长由副师长胡祖玉（保定六期）接任。1931年5月第二次围剿中央苏区中，胡祖玉在第5师驻地广昌附近阵地被红军弹片击中腹部阵亡，保定八期周浑元接任师长。1933年9月，第5师分拆为三团制的第5师、第96师与独立36旅，周浑元、姚纯（保定三期）、陈雷（安武三期）分别担任师长旅长，并编组为国民革命军第三十六军，编入剿匪军北路军第八纵队在黎川一带作战。尾随长征红军进入湖南、贵州、四川。1938年武汉会战期间开往前线：
- 第5师改称新编第23师，后被土木系吞并，先后隶属于第十八军、第五十四军、第八十七军。1945年2月在贵州扎佐以该师为基础组建青年军第205师，1949年1月在北平和平起义，被改编为解放军独立第62师，不久分散编入解放军第三十八军。
- 从第5、96师抽出部分组建第167师，师长赵锡光。武汉会战中第167师损失较大，被胡宗南吞并，1947年5月蟠龙战役中整编第167旅被西北野战军歼灭，旅长李崑岗被俘。
- 第96师：1939年参加桂南会战，1940年4月编入第五军。解放战争中1947年底调给在鲁西南战役被全歼后重建的整70师。1949月1月淮海战役最后阶段被歼灭于陈官庄，师长刘志道被俘。

## 家庭
賴世璜的弟弟，賴世琮任於国民党第五师第九旅二十五团团长
賴世璜有五個兒子，賴才梅、賴才福、賴才鑫（字天杰）、賴才蘇。
賴才鑫（1925年—1969年）毕业于中華民國陸軍軍官學校，曾任國民政府某部上校團長，葬於澄清湖國軍忠靈塔。